# Backa, Gävle kommun
Backa är en bebyggelse i Valbo socken i Gävle kommun, Gävleborgs län, belägen söder om Valbo väster om Gävle. Backa klassades av SCB som småort från 2005 till 2020. Vid avgränsningen 2020 klassades den som en del av tätorten Valbo.

## Befolkningsutveckling
| Befolkningsutvecklingen i Backa 1990–2015 | Befolkningsutvecklingen i Backa 1990–2015 | Befolkningsutvecklingen i Backa 1990–2015 | Befolkningsutvecklingen i Backa 1990–2015 | Befolkningsutvecklingen i Backa 1990–2015 |
| --- | ----------------------------------------- | ----------------------------------------- | ----------------------------------------- | ----------------------------------------- |
| |                                           |                                           |                                           |                                           |
| År |                                           |                                           | Folkmängd                                 | Areal (ha)                                |
| 1990 | 1990                                      |                                           | 42                                        | 6##                                       |
| 1995 | 1995                                      |                                           | 50                                        | 6#                                        |
| 2005 | 2005                                      |                                           | 53                                        | 8#                                        |
| 2010 | 2010                                      |                                           | 53                                        | 8#                                        |
| 2015 | 2015                                      |                                           | 57                                        | 11#                                       |
| Anm.: Ny småort 1995. Ej småort 2000. Ny småort 2005. # Som småort. ## Befolkningen 31 december 1990 inom det område som avgränsades som småort 1995. |                                           |                                           |                                           |                                           |